# Franz Freitag
Franz Freitag (* 21. Juni 1925 in Lassan; † 24. Februar 1988 in Neustrelitz) war ein deutscher Schriftsteller und Dramatiker in der DDR.

## Leben
Freitag kam aus einer kommunistischen Arbeiterfamilie. Seine Eltern waren der Schlossers Walter Freitag und dessen Ehefrau, die Köchin Margarete, geborene Neujahr. Beide wurden 1933 von der Gestapo verhaftet und wegen „Vorbereitung zum Hochverrat“ abgeurteilt. Freitag besuchte von 1931 bis 1939 in Lassan und Torgelow die Volksschule. Danach erlernte er den Beruf eines Graugußformers und Gießers. Ab 1939 gehörte er der Hitlerjugend an, und 1943 trat er in die NSDAP ein.
Im Zweiten Weltkrieg wurde er zur Luftwaffe eingezogen. Er erlitt 1945 eine Verwundung und verlor ein Auge. Am Ende des Krieges geriet er in sowjetische Kriegsgefangenschaft. Dort machte er Bekanntschaft mit revolutionärer Dichtung. Nach seiner Entlassung in die Sowjetische Besatzungszone arbeitete er 1946 als Landarbeiter und als Schmied. Er wurde als Bürgermeister eingesetzt, besuchte die Jugendhochschule „Wilhelm Pieck“ und war von 1949 bis 1959 politischer Funktionär, u. a. Kreissekretär der FDJ in Prenzlau und Mitarbeiter der Kreisleitung der SED. Er lebte seit 1957 in Neustrelitz. Während seiner Tätigkeit als Referent der Kulturabteilung des Rates des Bezirkes wurde er 1958 von der DDR-Staatssicherheit kontaktiert, für die er fortan unter dem Decknamen Hugo als Inoffizieller Mitarbeiter tätig wurde. Mitte der 1960er Jahre reduzierte sich sein diesbezügliches Engagement.
Ab 1962 arbeitete Freitag als freischaffender Schriftsteller. Von 1965 bis 1967 besuchte er das Literaturinstitut „Johannes R. Becher“ in Leipzig. Nach anfänglichen lyrischen Versuchen und Tätigkeit als Kabarett-Texter zeigte sich seine eigentliche Begabung für Lustspiele und Schwänke, die er teils in Niederdeutscher Fassung schrieb, und für Fernsehspiele. Als seine literarischen Vorbilder nannte er Jaroslaw Hašek  und Ehm Welk. Insbesondere von ihm verfasste Theaterstücke wurden mit Erfolg aufgeführt und verfilmt.
Der Nachlass wurde von seiner Ehefrau Edith Freitag an das Brigitte-Reimann-Literaturhaus in Neubrandenburg übergeben.

## Werke (Auswahl)
- Sozialistischer Frühling. Kantatentext. 1961 (Musik Gerd Großkopf)

- Verschwörung um Hannes. Lustspiel in 9 Bildern. Henschelverlag, Berlin 1963.
- Sorgenkinder. Schwank, 1964
- Ernte 65. Kabarett-Texte, 1965
- Sorgenkinder. Schwank. Bühnenmanuskript, Henschelverlag, Berlin 1965.
- Ehekrach und heiße Noten. Musical-Text. 1966 (Musik Wolfgang Schumann)
- Der Egoist. Heiteres Stück in 8 Bildern. Bühnenmanuskript, Henschelverlag, Berlin 1968.
- Ellermann macht alles. Schwank. 1969 (im Fernsehen 1971 als Laß das mal den Josef machen.)
- Neubrandenburger Mosaik. F. A. Brockhaus-Verlag, Leipzig, 1982 (Fotobildband; Texte, mit Helmut Sakowski und Margarete Neumann)

## Auszeichnungen
- 1958, Fritz-Reuter-Preis für Kunst und Literatur des Rates des Bezirkes Neubrandenburg[7]